# El baile. Costumbres populares de la provincia de Soria
El baile. Costumbres populares de la provincia de Soria es un óleo sobre lienzo con unas dimensiones de 65 x 102 cm ejecutado en 1866 por el pintor romántico Valeriano Bécquer (1834-1870) para una serie titulada «Cuadros de costumbres de las provincias españolas». Estuvo expuesto en Las Edades del Hombre de El Burgo de Osma (Soria, España), La Ciudad de Seis Pisos, 1997 con el título El baile o La carreta de los pinares, número 244 del catálogo.

## Antecedentes
La pintura data de 1866. En 1865 el Ministerio de Fomento de España había otorgado una pensión a Valeriano Bécquer para que realizase una sucesión de cuadros que dejaran testimonio del uso de trajes y costumbres de las distintas provincias españolas. Se tenía conciencia de que los tiempos estaban cambiando e iba tomando protagonismo la civilización industrial y de esta manera se podía dejar un recuerdo gráfico tanto de las vestimentas como de los festejos y oficios.

## Tema y descripción
El autor recogió en esta obra una escena costumbrista situándola en el pueblo soriano de Noviercas que tiene al fondo el Moncayo. El artista tuvo un esmerado cuidado en describir la indumentaria identificadora soriana tanto de mujeres como de hombres y niños.
Así puede verse en el bailarín y en el músico del tamboril la gran capa de lana blanca con esclavina y capucha que utilizaban sobre todo los pastores; los trajes de paño oscuro y el mantón sobre los hombros de las mujeres avivado el conjunto con el colorido de los dengues y los pañuelos de cabeza, atados con nudos diferentes. Algunos hombres llevan también pañuelo a la cabeza pero plegado como una banda que la rodea; otro se cubre con un sombrero de ala ancha y el viejo que se apoya en la gayata (o cachaba, garrote, cayado, bastón) lleva una montera de tres picos y copa alta. Los tres niños no difieren en su vestimenta de los mayores.
Bécquer demostró una especial atención para describir el atuendo de la mujer que está bailando y que representa la fiesta tras el trabajo. Lleva un manteo de debajo y atado a la cintura un mandil o delantal muy largo. Cubre el cuerpo con un jubón con mangas largas y muy escotado abrochado por delante con cordones como un corpiño. El gran escote deja ver la blusa blanca, abullonada y sobre ella, adornos de ricos collares de coral. Va calzada con unas sandalias también de fiesta. El calzado de los demás personajes es rústico y consiste en las conocidas abarcas con suela de cuero, atadas al tobillo por medio de cintas.
Los oficios que se muestran en la escena son los de leñadores y carreteros propios de estas tierras pinariegas. La carreta transporta gruesos troncos de madera y en el suelo hay un hacha que alguien dejó con descuido. A juzgar por las gruesas capas y la nieve que se ve en el Moncayo es de suponer que la escena se sitúa en los meses de invierno.

El baile. Costumbres populares de la provincia de Soria
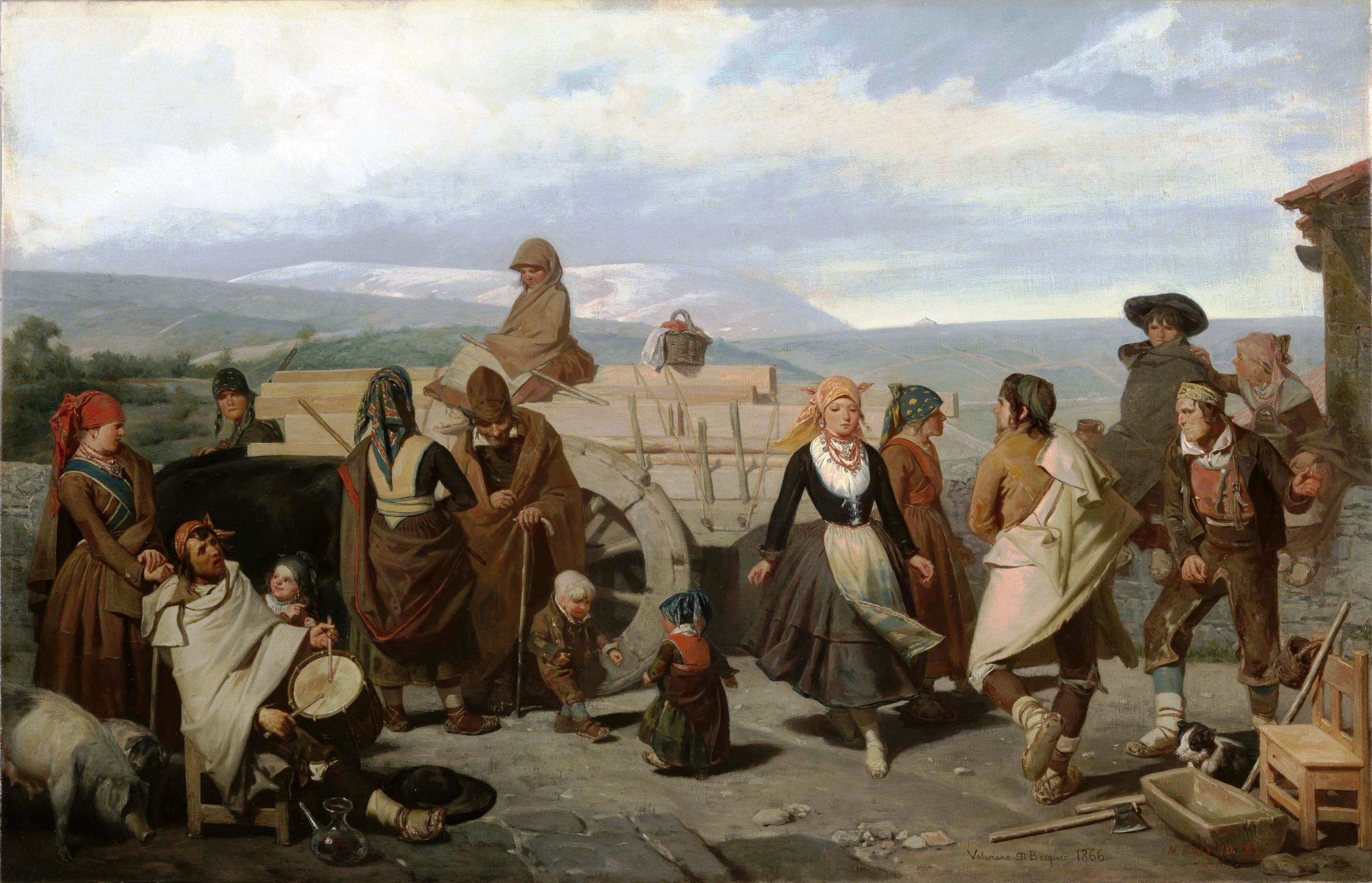